# Krzysztof Lasoń
Krzysztof Lasoń (ur. 30 grudnia 1955 w Krakowie) – były polski piłkarz występujący na pozycji pomocnika. 

## Życiorys
Jest wychowankiem Garbarni Kraków, której barwy reprezentował od 1967 do 1974 roku. W 1974 roku podpisał kontrakt z Legią Warszawa, w której zadebiutował 2 listopada 1975 roku w spotkaniu przeciwko Śląskowi Wrocław. 31 października 1981 roku przeciwko rezerwom Jagiellonii Białystok rozegrał swój ostatni mecz w barwach Legii. Następnie, od 1982 roku, występował w ŁKSie Łódź. W 1984 roku zdecydował się wyjechać do Belgii, gdzie występował w takich klubach Royal Francs Borains i Elouges. W 1987 roku zakończył karierę.